# 2790 Needham
2790 Needham este un asteroid din centura principală, descoperit pe 19 octombrie 1965 de Observatorul Zijinshan.